# Oval (Projektive Geometrie)

Zur Definition eines Ovals:
p: Passante,
t: Tangente,
s: Sekante

Ein Oval ist in der projektiven Geometrie eine kreisähnliche Kurve in einer projektiven Ebene. Die Standardbeispiele sind die nichtausgearteten Kegelschnitte. Während ein Kegelschnitt nur in einer pappusschen Ebene definiert ist, kann es Ovale in beliebigen projektiven Ebenen geben. In der Literatur findet man viele Kriterien dafür, wann ein Oval ein Kegelschnitt (in einer pappusschen Ebene) ist. Ein bemerkenswertes Resultat ist der Satz von Buekenhout: Falls ein Oval die Pascal-Eigenschaft (vergleichbar mit dem Satz von Pappus) besitzt, ist die projektive Ebene pappussch und das Oval ein Kegelschnitt.
Ein Oval wird in der projektiven Geometrie mit Hilfe von Inzidenzeigenschaften definiert (s. u.). Im Gegensatz zu einem Oval in der Differenzialgeometrie, wo man zur Definition Differenzierbarkeit verwendet.
Das höherdimensionale Analogon zum Oval ist das Ovoid in projektiven Räumen.

## Definition eines Ovals
- Eine Menge {\displaystyle {\mathfrak {o}}} von Punkten in einer projektiven Ebene heißt Oval, wenn gilt:

(1) Eine beliebige Gerade {\displaystyle g} trifft {\displaystyle {\mathfrak {o}}} in höchstens 2 Punkten.
 Falls {\displaystyle |g\cap {\mathfrak {o}}|=0} ist, heißt {\displaystyle g} Passante, falls {\displaystyle |g\cap {\mathfrak {o}}|=1} ist, heißt {\displaystyle g} Tangente und falls {\displaystyle |g\cap {\mathfrak {o}}|=2} ist, heißt {\displaystyle g} Sekante.
(2) Zu jedem Punkt {\displaystyle P\in {\mathfrak {o}}} gibt es genau eine Tangente {\displaystyle t}, d. h. {\displaystyle t\cap {\mathfrak {o}}=\{P\}}.
Für endliche projektive Ebenen (d. h. die Punktmenge und Geradenmenge sind endlich) gilt
- In einer projektiven Ebene der Ordnung {\displaystyle n} (d. h. jede Gerade enthält {\displaystyle n+1} Punkte) ist eine Menge {\displaystyle {\mathfrak {o}}} genau dann ein Oval, wenn {\displaystyle |{\mathfrak {o}}|=n+1} ist und keine drei Punkte von {\displaystyle {\mathfrak {o}}} kollinear (auf einer Gerade) liegen.

Der Beweis dieser Charakterisierung im endlichen Fall folgt aus der Eigenschaft einer projektiven Ebene der Ordnung {\displaystyle n}, dass jede Gerade {\displaystyle n+1} Punkte enthält und durch jeden Punkt {\displaystyle n+1} Geraden gehen. Die Gesamtzahl der Punkte ist {\displaystyle n^{2}+n+1}. Ist die Ebene eine pappussche Ebene über einem Körper {\displaystyle K}, so gilt {\displaystyle |K|=n}.
Ist {\displaystyle {\mathfrak {o}}} eine Punktmenge einer affinen Ebene mit den definierenden Eigenschaften (1),(2) eines Ovals (jetzt mit affinen Geraden), so nennt man {\displaystyle {\mathfrak {o}}} ein affines Oval.
Ein affines Oval ist im projektiven Abschluss (Zufügung einer Ferngerade) auch immer ein projektives Oval.
Ein Oval kann man auch als spezielle quadratische Menge definieren.

## Beispiele

### Kegelschnitte

Projektiver Kegelschnitt in inhomogenen Koordinaten: Parabel und Fernpunkt der Achse

Projektiver Kegelschnitt in inhomogenen Koordinaten: Hyperbel und Fernpunkte der Asymptoten

In jeder pappusschen Ebene gibt es nicht ausgeartete Kegelschnitte und jeder nicht ausgearteter Kegelschnitt ist ein Oval. Am einfachsten rechnet man dies an einem der beiden inhomogenen Darstellungen eines projektiven Kegelschnitts (s. Bilder) nach.
Nichtausgartete Kegelschnitte sind Ovale mit besonderen Eigenschaften:
- Es gilt der Satz von Pascal und seine Ausartungen.
- Es gibt viele Symmetrien (Kollineationen, die den Kegelschnitt invariant lassen).

Ein nichtausgearteter Kegelschnitt lässt sich immer in inhomogenen Koordinaten als Parabel + Fernpunkt der Achse oder Hyperbel + Fernpunkte der Asymptoten darstellen. (Die Darstellung als Kreis (affines Oval) im affinen Teil ist nur möglich, falls der projektive Kegelschnitt Passanten besitzt, was z. B. in der komplexen Ebene nicht der Fall ist.)

### Ovale, die keine Kegelschnitte sind
in der reellen projektiven Ebene
1. Setzt man einen Halbkreis glatt (tangentenstetig) mit einer Halbellipse zusammen, so entsteht ein Oval, das kein Kegelschnitt ist.
2. Ersetzt man in der inhomogenen Darstellung eines nichtausgearteten Kegelschnitts als Parabel + Fernpunkt den Term {\displaystyle x^{2}} durch {\displaystyle x^{4}}, so entsteht ein Oval.
3. Ersetzt man in der inhomogenen Darstellung eines nichtausgearteten Kegelschnitts als Hyperbel + Fernpunkte den Term {\displaystyle 1/x} durch {\displaystyle 1/x^{3}}, so entsteht ein Oval, das kein Kegelschnitt ist.
4. Die implizite Kurve {\displaystyle x^{4}+y^{4}=1} ist ein Oval.

in einer endlichen Ebene gerader Ordnung
1. In einer endlichen pappusschen Ebene gerader Ordnung hat ein Kegelschnitt einen Nukleus (s. Satz von Qvist), den man mit irgendeinem Punkt des Kegelschnitts vertauschen kann. Dadurch entsteht ein Oval, das kein Kegelschnitt ist.
2. Ist {\displaystyle K=GF(2^{m})} der Körper mit {\displaystyle 2^{m}} Elementen, so ist

{\displaystyle {\mathfrak {o}}=\{(x,y)\in K^{2}\;|y=x^{(2^{k})}\;\}\;\cup \;\{(\infty )\}}
für {\displaystyle k\in \{2,...,m-1\}} und {\displaystyle k} zu {\displaystyle m} teilerfremd, ein Oval, das kein Kegelschnitt ist.
Weitere endliche Beispiele: 

## Wann ist ein Oval ein Kegelschnitt?
Damit ein Oval in einer projektiven Ebene ein nicht ausgearteter Kegelschnitt ist, muss das Oval und eventuell die projektive Ebene weitere Bedingungen erfüllen. Hier einige Resultate:
1. Ein Oval in einer beliebigen projektiven Ebene, das die 6-Punkte oder 5-Punkte Pascal-Bedingung erfüllt, ist ein Kegelschnitt  (in einer pappusschen Ebene) (s. Satz von Pascal).
2. Ein Oval {\displaystyle {\mathfrak {o}}} in einer pappusschen projektiven Ebene ist ein Kegelschnitt, wenn  die Gruppe der {\displaystyle {\mathfrak {o}}} invariant lassenden Projektivitäten auf {\displaystyle {\mathfrak {o}}} 3-fach transitiv operiert, d. h. zu 2 Tripeln von Punkten {\displaystyle A_{1},A_{2},A_{3},\;B_{1},B_{2},B_{3}} gibt es eine Projektivität {\displaystyle \pi } mit {\displaystyle \pi (A_{i})=B_{i},\;i=1,2,3}. Im endlichen Fall genügt 2-fach-transitiv.[4]
3. Ein Oval {\displaystyle {\mathfrak {o}}} in einer pappusschen projektiven Ebene der Charakteristik {\displaystyle \neq 2} ist ein Kegelschnitt, wenn es zu jedem Punkt {\displaystyle P} einer Tangente (oder Sekante) eine involutorische Perspektivität mit Zentrum {\displaystyle P} gibt, die {\displaystyle {\mathfrak {o}}} invariant lässt.[5]
4. Ein Oval in einer endlichen pappusschen projektiven Ebene ungerader Ordnung ist ein Kegelschnitt (Satz von Segre).

Für topologische Ovale gilt:
5. Jedes abgeschlossene Oval der komplexen projektiven Ebene ist ein Kegelschnitt.